# عبد اللطيف بن عبد الرحمن الملا
عبد اللطيف بن عبد الرحمن بن عبد اللطيف آل ملا الأحسائي (12 نوفمبر 1853 - 31 يناير 1921) (11 صفر 1270 - 22 جمادى الأولى 1339) فقيه حنفي وقاضي ومدرس ديني سعودي من أهل القرن التاسع عشر الميلادي/ الثالث عشر الهجري. ولد بمحلة الكوت أحد أحياء مدينة الهفوف في الأحساء في عائلة معروفة ونشأ بها. حفظ القرآن في صغره ثم دخل المدرسة البكرية ودرس فيها الفقه والتفسير والنحو والفرائض. قام بالتدريس منذ 1872 حتى وفاته. تولى مهام القضاء والإفتاء في الأحساء من 1890 حتى 1916. توفي في مسقط رأسه وله عدة مؤلفات.

## سيرته
هو عبد اللطيف بن عبد الرحمن بن عبد اللطيف بن عبد الرحمن بن عمر بن محمد بن عمر بن عبد الرحمن بن محمد بن علي بن حسين الواعظ الحريثي الطائي، آل ملا الأحسائي.

ولد في يوم الأربعاء 11 صفر 1270/ 12 نوفمبر 1853 بمحلة الكوت أحد أحياء مدينة الهفوف بمنطقة الأحساء في أسرة معروفة، والدته من أسرة آل فلاح التي تنتمي إلى قبيلة سبيع. 

بدأ دراسته في صغره بحفظ القرآن على يد عبد الله بن أحمد العبد القادر فحفظه وهو ابن اثنتي عشرة سنة، ثم دخل المدرسة البكرية ودرس فيها على ابن عمه عبد الله بن أبي بكر آل ملا الحنفي وقد أخذ عنه التوحيد والفقه والتفسير والنحو والفرائض. 

### في التدريس
بعد تخرجه من المدرسة البكرية وتأهله للتدريس، أمره بالتدريس شيخه عبد الله العبد القادر في 1289 هـ/ 1872 م. وقد استمر بالتدريس في تلك المدرسة حتى وفاته.

وقد تتلمذ عليه عدد كبير من طلبة من داخل الأحساء وخارجها. أبرزهم ولداه عبد الله وأحمد، ابن عمه أبي بكر بن عبد الله آل ملا، وأحمد بن محمد آل ملا، عبد العزيز بن صالح العلجي، وعبد الله بن أحمد العتيق، وابنة الشيخ أحمد، وعبد العزيز بن عمر بن عكاس، وعبد الرحمن بن صالح العبد القادر، ومحمد بن عبد الرحمن آل ملا، ومحمد بن عبد اللطيف آل ملا، وأحمد بن عبد العزيز العويصي، وأحمد الجغيمان، وعبد الليف بن محمد الحسن. ومن خارج الأحساء عبد الله الخلف، وعبد اللطيف بن محمد آل سعد، وعبد اللطيف بن محمد آل محمود، عبد الرحمن آل مهزع، سالم بن عبد الله المنذري، وعبد اللطيف الجودر، شرف بن أحمد وخالد عبد الله العدساني، محمد بن أحمد المهزع، أحمد بن محمد الفارسي وسليمان بن علي الموصلي، وأحمد بن محمد القطان، ونوري ثابت رشيد البغدادي، ومحمد بن عبد العزيز الجاركي، عيد المطيري ومحمد الأمين الشنقيطي وعبد اللطيف الصحاف وغيرهم من بلاد فارس والعراق والكويت وسلطنة عمان. 

### في القضاء والإفتاء
تولى مهام القضاء والإفتاء في الأحساء منذ 1307 هـ/ 1890 م. وكان توليه مهام الإفتاء فيها بطلب من مشايخها حيث قاموا بزيارة عبد الله بن أبي بكر آل ملا في 11 جمادى الأولى 1307/ 2 يناير 1890 وقرروا بالإجماع اختياره لهذا المنصب، بدون مرتب وكتبوا وثيقة بذلك وختموها وأرسلوها إلى المتصرف العثماني، محمد عاكف باشا فوافق عليها. وقد أراد المتصرف تخصيص مرتب شهري له كما هي العادة لموظفي الدولة العثمانية إلاأنه قد رفض ذلك مطلقًا. وقد استمر في تولي مهام الإفتاء والقضاء حسبة لمدة سبع وعشرين سنة وذلك إلى أن طلب الإعفاء نظرًا لظروفه الصحية من الملك عبد العزيز آل سعود سنة 1334 هـ/ 1916 م، فوافق له. 

## منزله
يقع منزله الذي اشتهر بـمنزل البيعة في وسط حي الكوت بمدينة الهفوف وتقدر مساحته بحوالي 705م وأسس هذا المنزل عام 1203هـ/ 1789 م وقام بتجديد بنائه عبد الرحمن بن عمر الملا من قبل سعود بن عبد العزيز. ويعتبر منزل البيعة من أهم المعالم التاريخية السياسية في الأحساء فقامت بترميمه وكالة الآثار والمتاحف السعودية في 2006-07،  حيث كان أول بيت يدخله الملك عبدالعزيز إلى الأحساء في يوم 28 جمادى الأولى 1331/ 4 مايو 1913 أثناء معركة الأحساء.

## وفاته
توفي عبد اللطيف آل ملا ليلة الأحد 22 جمادى الأولى 1339/ 31 يناير 1921 عن عمر يناهز التاسعة والستين بعد مرض ألزمه الفراش لمدة أسبوع، وصلى عليه عبد العزيز بن عبد الرحمن بن بشر قاضي الأحساء وقد حضر تشييع جثمانه جمع كثير يتقدمهم عبد الله بن جلوي، ودفن بمقبرة الكوت. وقد خلف من الأبناء عبد الله وأحمد. 

## مؤلفاته
- وسيلة الظفر في المسائل التي يفتي فيها بقول زهر
- نيل المرام بشرح كفاية الغلام، وقد فرغ منها في 28 8 1299
- كفاية الغلام، هي منظومة فقهية في فقه العبادات وتقع في 153 بيتًا.